# دنيا سوسي
دنيا سوسي (بالإنجليزية: Dunia Susi) (و. 1987  م) هي لاعبة كرة قدم بريطانية، ولدت في منطقة أنفيلد، شاركت في الألعاب الأولمبية الصيفية 2012، مركز لعبها هو مُدَافِعَة.

## روابط خارجية
- دنيا سوسي على موقع الاتحاد الدولي (مؤرشف)  (الإنجليزية)
- دنيا سوسي على موقع الاتحاد الأوربي (الإنجليزية)
- دنيا سوسي على موقع قاعدة بيانات كرة القدم.إي يو (الإنجليزية)
- دنيا سوسي على موقع Soccerway.com (الإنجليزية)
- دنيا سوسي على موقع عالم كرة القدم.نت (الإنجليزية)
- دنيا سوسي على موقع أوليمبيديا (الإنجليزية)